# إدارة مدريز
إدارة مدريز (بالإنجليزية: Madriz Department) هي إدارة في نيكاراغوا، عاصمتها هي سوموتو .

## جغرافيا
تقع الإدارة في شمال نيكاراغوا وتبلغ مساحتها 1٬602 كيلومتر مربع.

### الموقع
يحدها الإدارات التالية:
- إدارة إستيلي

- إدارة تشينانديغا
- إدارة خينوتيغا

- إدارة نويفا سيغوفيا

## ديموغرافيا
بيلغ عدد سكانها 132٬459  نسمة، (2012) وتبلغ الكثافة السكانية 78 نسمة_كم2.